# エレーン・デュトリュー

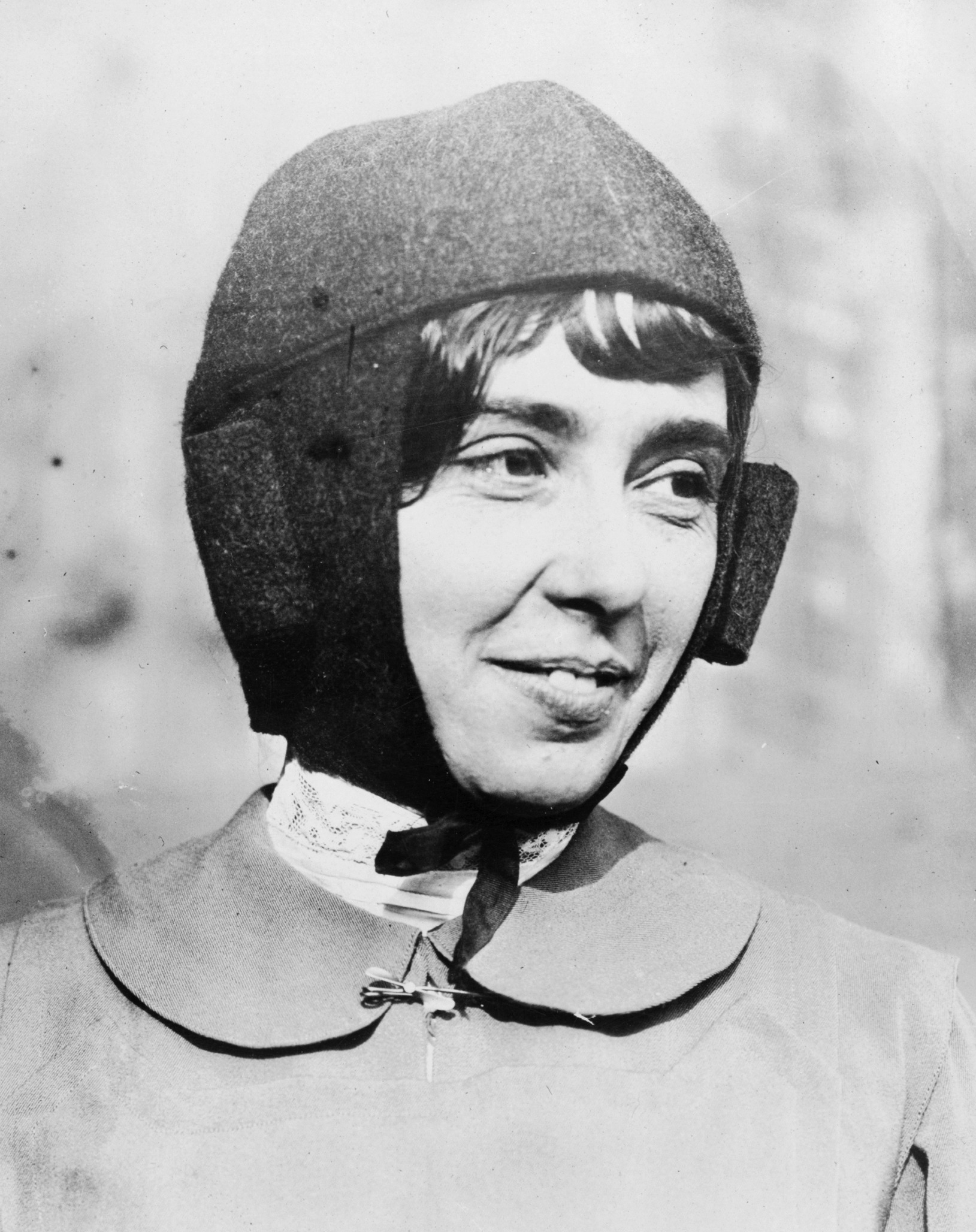
Hélène Dutrieu

エレーン・デュトリュー(Hélène Dutrieu、1877年7月10日 – 1961年6月26日）は、ベルギーの女性自転車レーサー、自動車レーサー、及び女性として航空機を操縦したパイオニアである。

## 生涯・業績
ベルギーのトゥルネーにベルギー陸軍将校の娘に生まれた。プロの自転車レーサーになり、1895年時間当たりの走行距離の女性の世界記録を樹立し、1897年と1898年にベルギーのOstendの世界選手権に優勝し、"La Flèche Humaine"（『人間の矢』）のニックネームを得た。1898年8月にヨーロッパ・グランプリに優勝し、12月にはロンドンで行われたCourse de 12 Jours（12日レース）に優勝し、ベルギー国王から勲章を授与された。その後、スタント・サイクリスト、モーターサイクルのスタントライダー、自動車レーサーとしても成功した。

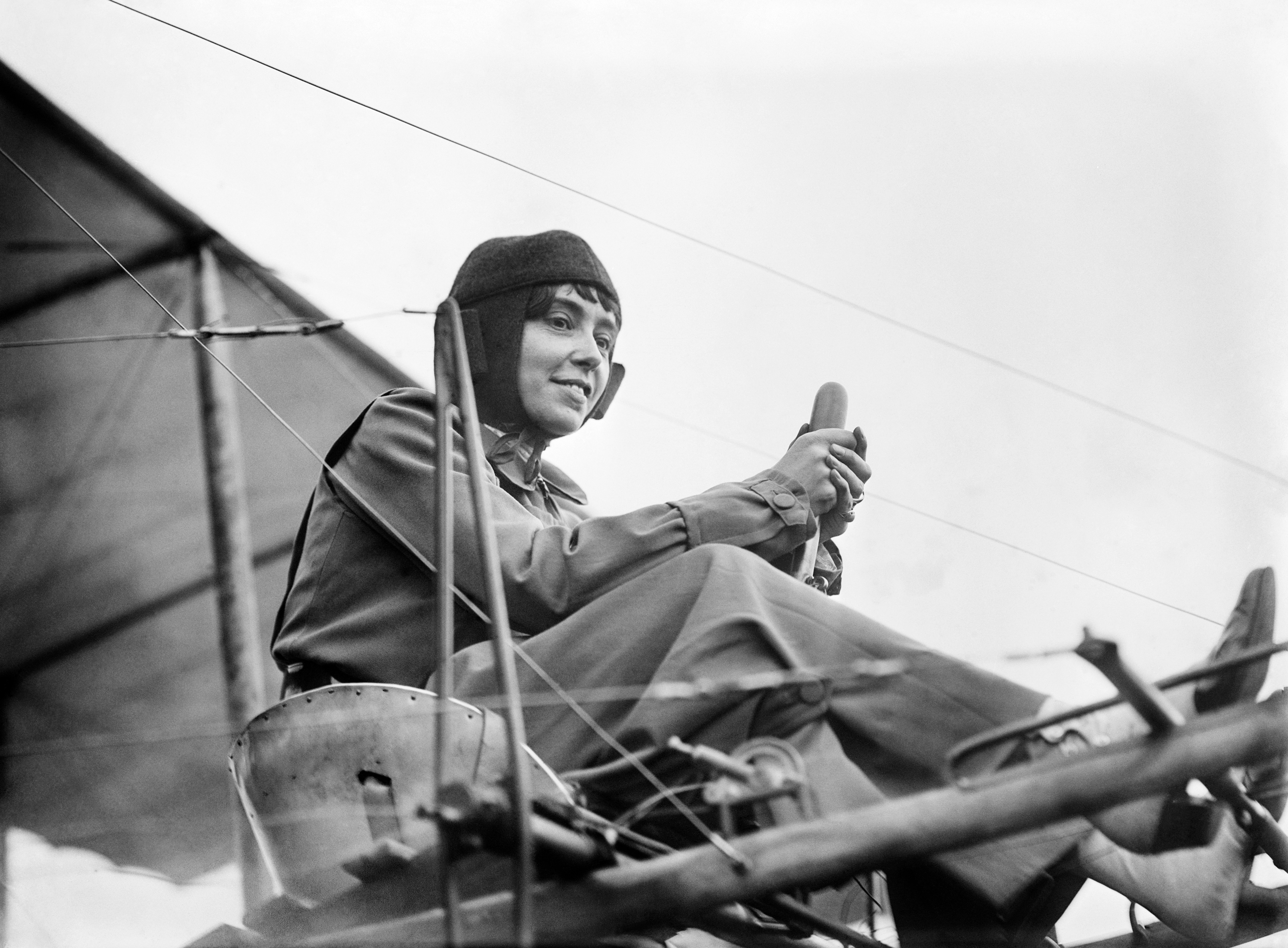
Hélène Dutrieu 1911年頃

1908年、Clément Bayard factoryから、アルベルト・サントス・デュモンの設計した no.19 Demoiselle単葉機を操縦することを依頼された。初飛行は失敗し機体は破損したが、その後操縦に成功し、単独飛行をおこなった。1910年4月19日同乗者を乗せた最初の女性パイロットとなった。1910年11月25日女性として4人目で、ベルギー女性初の飛行免許を得た。エア・ショーに出演し、"Girl Hawk"のニックネームを得た。1910年Ostendからブルージェまでの無着陸飛行を行った。1910年12月女性パイロットのレースCoupe Feminaで167km を2時間35分で飛び、最初の優勝者となり、1911年も254kmを2時間58分で飛んだが、優勝はMarie Marvingtのものとなった。1911年9月、ファルマン複葉機とともにアメリカ合衆国に渡り、女性の高度記録競技やRodman-Wanamaker trophyに挑戦した。その年にはイタリアで行われたレースCoppa del Reでは14人の男性パイロットに勝ち、1912年には最初の水上機で飛行した女性パイロットとなった。その年の終わりには、ルネ・コードロンを含む4人のパイロットと水上機のレースを行い勝利した。
第一次世界大戦中は救急者の運転手を務め、軍の病院の院長を務めた。戦後はジャーナリストとなった。1922年にピエール・モルティエと結婚した。その後、フランスの航空クラブの女性部会の副会長を務めた。84歳でパリで没した。